# Gadila strangulata
Gadila strangulata är en blötdjursart som först beskrevs av Étienne Alexandre Arnould Locard 1897.  Gadila strangulata ingår i släktet Gadila och familjen Gadilidae. Inga underarter finns listade i Catalogue of Life.